# Standing There
Standing There è un singolo del duo inglese voce-batteria The Creatures, pubblicato il 2 ottobre 1989 come primo estratto dall'album Boomerang.

## Il disco
È stato co-prodotto da Mike Hedges e vede Gary Barnacle al sassofono e Peter Thoms al trombone.
La prima B-side, Divided, non è stata inclusa nell'album. Tuttavia, l'addizionale lato B Solar Choir è stato aggiunto alla versione CD.

## Tracce
Testi di Sioux, musiche dei Creatures.

### 7”
Lato A
1. Standing There

Lato B
1. Divided

### 10” e 12”
Lato A
1. Standing There (Andalucian Mix)

Lato B
1. Divided
2. Solar Choir

### CD
1. Standing There – 3:09
2. Divided – 2:51
3. Solar Choir – 2:55
4. Standing There (Andalucian Mix) - 10:11